# Acide ursolique
L'acide ursolique est un composé organique de formule brute C30H48O3. C'est un triterpène pentacyclique que l'on trouve largement dans la pelure de certains fruits, ainsi que dans les herbes et épices comme le romarin et le thym.

## Occurrence naturelle
L'acide ursolique se retrouve notamment dans, :
- le jus de canneberges, la peau de raisin, de pomme, les pruneaux...
- les plantes et épices : le romarin, le thym, l'origan, la lavande, la réglisse, la sauge (Salvia officinalis), ...
- les plantes à thé ou à tisane : le bibacier (Eriobotrya japonica), le maté, l'ortie piquante...

## Propriétés
Aucune propriété thérapeutique n'est démontrée et décrite de façon robuste dans la littérature sur l'homme . 
Une publication iranienne (2017) fait la synthèse des effets connus sur le vieillissement .
Une publication en ligne (2022) fait la synthèse des effets connus sur l'hypertrophie musculaire, la perte de gras et la performance sportive.